# Eugénia
Az Eugénia az Eugén női párja, melynek jelentése előkelő, nemes származású. Az eredeti férfi változat a görög Eugenész, illetve latin Eugenius név német rövidüléséből ered. 

## Képzett és rokon nevek
- Génia:[1] az Eugénia beceneve.[3]
- Zseni:[1] az Eugénia francia alakjának beceneve.[4]

## Gyakorisága
Az 1990-es években az Eugénia, Génia és a Zseni szórványos név, a 2000-es években nem szerepelnek a 100 leggyakoribb női név között.

## Névnap
Eugénia, Génia, Zseni
- szeptember 16.[2]
- december 25.[2]

## Híres Eugéniák, Géniák, Zsenik
- Eugénia svéd királyi hercegnő
- Eugénia francia császárné,  III. Napóleon császár felesége
- Jung Zseni fotóművész
- Várnai Zseni költőnő
- Eugénia brit királyi hercegnő, András yorki herceg leánya
- Izabella Klára Eugénia spanyol infánsnő, a Spanyol-Németalföld főkormányzója
- Gyulányi Eugénia színésznő
- Odescalchi Eugénie magyar hercegnő

## Egyéb Eugéniák, Géniák, Zsenik
- Zseni: géniusz, valamely területen kiemelkedő teljesítményt nyújtó személyre mondják